# ساح
ساح (ويعني اسمه: القريب) كان إلهًا في الدين المصري القديم، يمثل مجموعة نجوم تشمل نجوم كوكبة الجبار وكوكبة الأرنب، بالإضافة إلى نجوم موجودة في بعض الكوكبات الحديثة المجاورة.
كانت زوجته سوبدت المعروفة بالاسم الإغريقي سوثيس، إلهة نجم الشعرى اليمانية. ارتبط ساح بإله أكثر أهمية، أوزيريس، وارتبطت سوبدت بزوجة أوزيريس، إيزيس.
كان يُذكر ساح كثيرًا بوصفه "والد الآلهة" في نصوص الأهرام من الدولة القديمة. كان يُعتقد أن الملوك يسافرون إلى كوكبة الجبار بعد وفاتهم.